# Rhynchostegiopsis brasiliensis
Rhynchostegiopsis brasiliensis är en bladmossart som beskrevs av Brotherus 1924. Rhynchostegiopsis brasiliensis ingår i släktet Rhynchostegiopsis och familjen Hookeriaceae. Inga underarter finns listade i Catalogue of Life.